# باب‌اسفنجی شلوارقهرمانی
«باب‌اسفنجی شلوارقهرمانی» (انگلیسی: SpongeBob HeroPants) یک بازی ویدئویی در سبک بازی اکشن-ماجراجویی است که توسط اکتیویژن و در سال ۲۰۱۵ و در پلت‌فرم‌های نینتندو ۳دی‌اس، پلی‌استیشن ویتا، و اکس‌باکس ۳۶۰ منتشر شده‌است.

## طرح
باب اسفنجی که مدتی پس از وقایع اسفنج بیرون از آب اتفاق می افتد ، به سمت رستوران آقای خرچنگ می رود و فکر می کند که یک روز "عادی" در محل کارش خواهد داشت. بعداً ، باب اسفنجی درب ورودی رستوران آقای خرچنگ را باز می کند و سپس متوجه می شود که سندی و پاتریک نیز در حال آمدن هستند. وقتی پاتریک ، باب اسفنجی و سندی وارد رستوران آقای خرچنگ می شوند ، آقای خرچنگ٬ پلانکتون و اختاپوس توسط اشیا به شکل تصادفی تحت تعقیب قرار می گیرند و اظهار می دارد که کار های باب اسفنجی به هیچ وجه عادی نیستند. باب اسفنجی فکر می کند این عامل پلانکتون است ، اما ناگهان ، حباب از یک مثلث فضایی بیرون می آید و به باب اسفجی و دوستانش می گوید که پلانکتون مسئولیتی ندارد و توضیح می دهد که کسی از آخرین صفحه کتاب جادویی برای اتفاقات عجیب استفاده می کند (در حالی که کتاب در فیلم نابود شد ، صفحه آخر نبود) و همچنین ایجاد نسخه های تکراری از صفحه. او سپس یک پر را بالا نگه داشته و در یکی از صفحات کلونی که پیدا کرده می نویسد ، که ناگهان به باب اسفنجی و دوستانش قدرت ابرقهرمانی موقت می دهد که می تواند بیکینی باتم را از یک گروه اسرارآمیز دشمنان که شخصی ایجاد کرده نجات دهد و سایر صفحات کلون را بازیابی کند.
پس از ترکیب با ربات غول پیکر پلانکتون و اختاپوس هیولا(Squidasaurus Rex) ، باب اسفنجی و دوستانش در می یابند که باب اسفنجی کسی است که باعث وقایع غیر عادی نشده است ، قضاوت بر اساس دست نوشته های صفحه آخر به گونه ای به ذهن او خطور کرده است. سپس پلانکتون در یکی از صفحاتی که پیدا کردند ، می نویسد ، او ، باب اسفنجی و دیگران مجبور می شوند که به ذهن باب اسفنجی بروند تا آخرین صفحه را بدست آورند و باب اسفنجی را از خواب بیدار کنند (که در آن هنگام خواب دیگران به ذهن او فرو رفته بود). پس از جمع آوری آخرین صفحه ، باند از ذهن باب اسفنجی خارج شده و شروع به جشن می کند. سپس حباب ها برای به دست آوردن صفحات جمع شده دوباره ظاهر می شوند و بسته به مقدار صفحاتی که در بازی جمع شده‌اند ، یکی از دو پایان جایگزین نشان داده می شود.
اگر همه صفحات جمع نشود ، حباب ها ماشین زمان باند پلانکتون را از فیلم می دهد تا بتوانند چند صفحه آخر را بازیابی کنند. سپس Patricksaurus می آید و می خواهد گروه را بکشد ، بنابراین آنها به سرعت در ماشین زمان فرار می کنند. اگر همه صفحات جمع آوری شود ، حباب ها ماشین زمان را در اختیار آنها قرار می دهد تا باند بتواند هر لحظه از روز هیجان انگیز خود را زنده کند. حبابها سپس باند را به تماشای جشن عروسی او دعوت می کند ، که به جز باب اسفنجی و پاتریک ، همه شخصیت ها آنجا را ترک می کنند.

## گیم پلی
همه شخصیت ها یک حمله ساده دارند و می توانند از یک "Burger Blaster" برای یک حمله از راه دور استفاده کنند. یک نوار به طور مداوم پر می شود که به شخصیت انتخاب شده اجازه می دهد تا وارد حالت ابرقهرمان شود ، که به شما امکان می دهد تا زمانی که نوار تخلیه نشود ، یک حمله ویژه جایگزین Burger Blaster شود.

## بازخورد
مارک سالتزمن از کامان سنس مدیا به آن ۲ ستاره از ۵ ستاره داد و گفت: "مگر اینکه شما یک طرفدار بزرگ باب اسفنجی باشید که نمی‌توانید منتظر بمانید تا این بازی در سطل بازی فروشگاه بازی مورد علاقه شما ظاهر شود ، اینجا هیجان انگیز است. سایت اسپانیایی آتومیکس گفت:" اگر بازی را در پلی استیشن ۱ ببینیم بازی قابل قبولی خواهد بود ، اما اکنون غیرقابل قبول است. "